# أكتيف ديريكتوري
الدليل النشط (بالإنجليزية: Active Directory)‏ هي خدمة أنشئتها مايكروسوفت ، ظهر لأول مرة في ويندوز 2000، ويمد الدليل النشط شبكة الحاسبات بمجموعة من الخدمات مثل
1. بروتوكول إل‌داب
2. برتوكول Kerberos للاستيقان
3. خادم اسم النطاق

خدمة أكتيف ديريكتوري هي تطبيق مايكروسوفت من الخدمات دليل إل‌داب لأنظمة التشغيل ويندوز. والغرض الرئيسي من الدليل النشط هو توفير الخدمات المركزية لتحديد الهوية والتوثيق لشبكة من الحواسيب التي تستخدم نظام تشغيل ويندوز. كما يسمح للتخصيص وتنفيذ الاستراتيجيات وتوزيع البرمجيات، وتثبيت التحديثات أو الرقعات من قبل مسؤولي الشبكات.

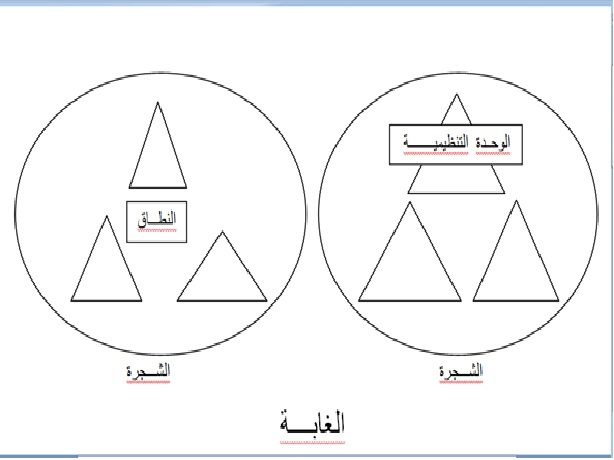
تعليق

ان الدليل النشط يسرد عناصر من شبكة معينة مثل حسابات المستخدمين والخوادم ومحطات العمل، والمجلدات المشتركة، والطابعات، الخ. يمكن للمستخدم بسهولة العثور على الموارد المشتركة، كما يمكن للمسؤولين التحكم في استخدامها مع توزيع المزايا بالإضافة إلى تقسيم وتأمين الحصول على الموارد المذكورة.
و يتيح الدليل النشط لمديري النظام وضع السياسات وتحديث البرمجيات وإضافة المستخدمين والتعديل على صلاحياتهم
الأكتيف داركتوري هو عبارة عن قاعدة يتم تنزيلها على الخادم وذلك لتتيح لمدير النظام بإضافة مستخدمين وإمكانية إعطائهم الصلاحيات بالإضافة إلى إدارتها علماً بأن الخادم الرئيسي يجب أن يكون عليه الأكتيف ديريكتوري.
كما ان الدليل النشط يقوم بتخزين المعلومات والإعدادات في قاعدة بيانات مركزية.كما ان حجم قاعدة بيانات أكتيف ديريكتوري يمكن أن تختلف من كائن لاخر بالنسبة للشبكات الصغيرة مع عدة ملايين من البنود للحصول على تكوينات كبيرة.

## تعريف
ان أكتيف ديريكتوري (الدليل النشط) يعتبر أحد التقنيات المتقدمة جدا، كما يعد من أهم انجازات مايكروسوفت و اساس شبكات النطاق وهو عبارة عن قاعدة بيانية تحتوي على كل أسماء المستخدمين في الشركة وكل أجهزة الحاسوب والطابعات والملفات المشاركة والخدمات وموارد الشبكة من اجل تنظيم الشركات، والهدف من الدليل النشط هوالتحكم بكل مستخدم موجود في قاعدة البيانات فعلى سبيل المثال تقوم بمنع أو السماح للمستخدم بتحميل البرامج على الجهاز، كما تستطيع أيضا السماح لمجموعة من المستخدمين بادخال اجهزة الحاسوب إلى النطاق، كما ان الدليل النشط عبارة عن خدمة كباقي الخدمات موجودة في نظام التشغيل ويندوز الخادم فبتثبيته يعتبر الجهازوحدات تحكم النطاق,فمثلا من خلال عملية تسجيل الدخول لمرة واحدة فقط يضمن الدليل النشط وصول موثوق لموارد الشبكة لجميع المستخدمين دون الحاجة للتحقق من صحة المستخدم في كل مرة، وياخذ الدليل النشط في بيئة شبكات الويندوز الشكل الهرمي حيث يشبه بنية نظام الDNS(نظام اسم النطاق) الهرمية.

## خصائص الدليل النشط
يسمح الدليل النشط بتحديد جميع معلومات الشبكة سواء المستخدمين، الآلات أو التطبيقات,كما ان الدليل النشط هو المحور المركزي لبنية الشبكة، ان الدليل النشط هو أداة تسمح للمستخدمين بتمثيل جميع الموارد والحقوق المجاورة بل هو أيضا إدارة وأداة لإدارة الشبكة، كماإنه يوفر أدوات لإدارة توزيع الدليل على الشبكة، وأمنها وتقسيم الدليل، حيث ان هيكل الدليل النشط يسمح مركزيا بإدارة الشبكات التي تحتوي على عدد قليل من أجهزة الكمبيوتر للشركات والتي تنتشر عبر مواقع متعددة للشبكة.

## وظيفة الدليل النشط
يوفر الدليل النشط وظائف خدمة الدليل، مما يسمح بتنظيم وإدارة ومراقبة الدخول لموارد الشبكة فعندما يكون المستخدم متصلا بالشبكة يمكن الوصول إلى أي مورد من دون معرفة المكان الذي يوجد فيه أوكيف يتم توصيله ماديا(أي الاجهزة المستعملة),كما ان الدليل النشط ينظم الدليل إلى المقاطع التي تسمح بتخزين
عدد كبير من الكائنات، حيث يتم تطويره تدريجيا مما يسمح لك بلانتقال من خادم واحد يضم عدد قليل من الكائنات إلى الاف الخوادم تضم الملايين من الكائنات.
كما يستخدم الدليل النشط لتمثيل وتخزين عناصر الشبكة (موارد الكمبيوتر والمستخدمين) في شكل كائنات، ويتم تنظيم الكائنات هرميا، حيث ان خدمة الدليل يمكن أن تجعل هذه المعلومات متاحة للمستخدمين والإداريين والتطبيقات وفقا لحقوق الوصول الممنوحة لهم.

## خدمة الدليل
هي عبارة عن خدمة قائمة على بتروكول إل‌داب حيث تستخدم لتحقيق إدارة مركزية للشبكات ومواردها عن طريق تمكين المستخدمين من الوصول لكل المعطيات والمعلومات الموجودة على الشبكة.
فيمكننا إدارة شركة عن طريق شبكة بها عدد قليل من المستخدمين حوالي10و5طابعات وعدد محدود من اجهزة الكمبيوتر دون الحاجة لاستعمال الدليل لكن يصعب علينا إدارة شبكة كبيرة موجودة بشركة بها الاف المستخدمين ومئات الطابعات وعدد كبير من اجهزة الكمبيوتر من دون استعمال الدليل.
والدليل هو مصدر المعلومات المستخدمة لتخزين المعلومات على بعض الكائنات الهامة، فمثلا دليل الهاتف يحتوي على معلومات عن المشتركين في خدمة الهاتف، كما يوجد أيضا دليل نظام الملفات (الدليل) يحتوي على معلومات حول الملفات ونظام الحوسبة الموزعة أو شبكة الكمبيوتر العامة مثل الإنترنت، وهناك العديد من الكائنات المهمة، مثل الطابعات وخوادم الفاكس، والتطبيقات وقواعد البيانات والمستخدمين الآخرين.

## مخطط الدليل النشط
ان مخطط الدليل النشط يقوم بتخزين كامل الكائنات مثال(لقب واسم المستخدم)
كما ان المخطط يحتوي على نوعين من التعريف:

### فئة الكائنات
ان الدليل النشط يقوم بانشاء الكائنات التي يمكن وصفها، كما ان الفئة هي عبارة عن مجموعة من الصفات .

### السمات
ان الشروط المحددة لمرة واحدة يمكن استخدامها في عدة أصناف (على سبيل المثال الوصف),كما يتم تخزين المخطط في قاعدة البيانات للدليل النشط الذي يسمح بالتغييرات الديناميكية القابلة للاستخدام على الفور.

## بروتوكولإل‌داب
(ل د ا ب)(بروتوكول الوصول الخفيف إلى الدليل) هي خدمة الدليل المستخدمة في الاستعلام وتحديث الدليل النشط يوميا، كما يتم تعريف كل كائن موجود في الدليل من خلال سلسلة من المكونات التي تشكل المسار في الدليل النشط .
كما يشمل البروتوكول (ال داب) مايلي :

### الأسماء الوحيدة
ان الأسماء الوحيدة تحدد المجال الذي يقع فيه الكائن ومساره

### الأسماء الوحيدة النسبية
هي جزء من الاسم الوحيد تستخدم لتحديد الكائن في الحاوية الخاصة به.

## طرق إدارة الشبكة

### استخدام الدليل النشط للإدارة المركزية
ان الدليل النشط يسمح للإداري بالتركيز على تنظيم وإدارة موارد الشبكة، كما أنه يحتوي على معلومات عن جميع الكائنات والسمات الخاصة بها، بالإضافة إلى استرجاع المعلومات على الغابة كلها.
حيث تسمح خدمة الدليل النشط لك بترتيب الكائنات بطريقة هرمية من خلال الحاويات مثل الوحدات التنظيمية، المجالات أو المواقع. وبالتالي فمن الممكن تطبيق إعدادات معينة لمجموعة من أجهزة الكمبيوتر والمستخدمين.

### إدارة بيئة المستخدم
باستخدام نهج المجموعة الموجودة في الويندوز من الممكن تقييد إجراءات المستخدم مباشرة من خادم.
- التحكم في اجراءات المستخدمين
- تطبيق إدارة المرافق والخدمات
- إعداد بيانات المستخدم لتعقب المستخدمين

### وفد من الرقابة الإدارية
كما يمكن للتسلسل الهرمي الذي أنشئ في الدليل النشط ضمن وفد رفيع ان يستند دائما على حاويات للوفد تحتوي على مجموعة محددة من المستخدمين والآلات .

## دورو فوائد الدليل النشط
يسمح الدليل النشط ببناء وتنظيم ومراقبة موارد الشبكة في نظام التشغيل ويندوز كما يقوم تخزين معلومات حول المستخدمين وأجهزة الكمبيوتر والأجهزة الأخرى على الشبكة، ويسمح ايضاللمسؤولين بإدارة هذه المعلومات بشكل آمن ويسهل تقاسم الموارد والتعاون بين المستخدمين، كما نقوم بتثبيث الدليل على الشبكة من اجل تثبيت التطبيقات التي تدعم الدليل (مثل مايكروسوفت ® عليه تبادل الخادم) وتكنولوجيات نظام التشغيل الويندوز الخادم أخرى مثل نهج المجموعة وتثبيته على الجهاز يعطيك صلاحيةالتحكم المركزي باجزاء الشبكة، كما يمكن تعديل وإضافة أي بيانات من أي جهاز وحدات تحكم المجال، بالإضافة إلى هذا توجد خاصية تسمى النسخ المتماثل هدفها الإبقاء والحفاظ على كل وحدات تحكم المجال محدثة وموزعة في نفس الوقت هذا بالنسبة للدور اما الفوائد فتتمثل في:
- التحكم المركزي وسهولة الدخول على الشبكة من أي مكان بالإضافة إلى خاصية النسخ المتماثل المهمة اثناء حدوث خطأ في بعض وحدات تحكم المجال.

## مكونات الدليل النشط

### كائن
أي مدخل موجود داخل الدليل النشط له خصائص معينة مثل حسابات المستخدم، الاجهزة، الطابعات الخ...,كما ان الدليل النشط يتكون من كائنات حيث كل كائن يمثل كيان الشبكة مثل المستخدمين، الطابعات، أو الخدمات البريدية، بحيث يتم تصنيف الكائنات إلى 3 مجموعات:
- الموارد
- الخدمات
- المستخدمين

كما ان الكائنات تمتلك كل الصفات التي تميزها فعلى سبيل المثال سيتم تعريف المستخدم بلقب، اسم وعنوان حيث ان بعض الكائنات هي حاويات بحيث يمكن لحاوية تخزين الكائنات ولكن أيضا غيرها من الحاويات، كما أن لديها سمات خاصة بها .

### محتوى الكائن
هو الذي يحتوي على الكائن بداخله

### النطاق(المجال)
هو عبارة عن مجموعة من اجهز ومستخدمين مرتبطة فيما بينها حيث تتشارك في بعض الخصائص المشتركة ولها قاعدة بيانات واحدة، كما ان الدليل النشط يحتوي على نطاق أو أكثر ويمكن جمع عدة كائنات تقع في مواقع مختلفة، كل نطاق له سياسته الخاصة فيما يتعلق بالنطاقات الأخرى.

### الشجرة
هي مجموعة من النطاقات المرتبطة فيما بينها والتي تتكون من النطاق الاب والنطاق الطفل.

### الغابة
مجموعة من الاشجار والنطاق التي لها نفس المميزات والخصائص في بيئة الويندوز كما تعتبر أكبر محتوى في الدليل، كما ان الغابة هي عبارة عن مجموعة من النطاقات ذات الصلة معا عن طريق علاقة ثقة ثنائية الاتجاه بحيث ان الغابة تتكون من الاشجار التي لها نفس النمط، نفس التكوين ونفس الكتالوج العمومي.

### الوحدات التنظيمية
هي عبارة عن مجموعة كائنات تعمل على تنظيمها داخل النطاق كما ان الوحدات التنظيمية تسمح بالبناء الهرمي للنطاق:
- لتنظيم مختلف الكائنات
- تفويض السيطرة على جزء من النطاق
- لتنفيذ استراتيجيات مشتركة (مجموعة)

كما ان الوحدة التنظيمية توفر طريقة سهلة لتفويض الإدارة ويمكن تطبيق نهج المجموعة على وحدة تنظيمية بحيث تورث تلقائيا إلى باقي الوحدات التنظيمية التابعة للوحدة الرئيسية.

## الهيكل المنطقي للدليل النشط
تعتبر بنية الدليل النشط المنطقية وسيلة فعالة لتصميم التسلسل الهرمي حيث ان مكونات منطق الدليل النشط هي كما يلي:

### النطاق
الوحدة الاساسية لهيكل الدليل النشط كما ان النطاق(المجال) هو عبارة عن مجموعة من اجهزة الكمبيوتر أو المستخدمين التي تشترك في نفس بيانات قاعدة الدليل حيث ان النطاق له اسم واحد على شبكة الاتصال.

### الوحدات التنظيمية(ou)
والوحدة التنظيمية هي كائن حاوية تستخدم لتنظيم الكائنات ضمن النطاق، ويمكن أن تحتوي على كائنات أخرى مثل حسابات المستخدمين والمجموعات وأجهزة الكمبيوتر والطابعات والوحدات التنظيمية الأخرى، كما تسمح أيضا بان تنظم منطقيا كائنات الدليل (على سبيل المثال التمثيل المادي للكائنات أو التمثيل المنطقي),كما تقوم بتسهيل وفد من السلطة عن طريق تنظيم الكائنات.

### الاشجار والغابات
يتم تثبيت (المجال) النطاق الأول النطاق الاصلي للغابة. كما تضاف تدريجيا حقول إليها، التي تشكل هيكل شجرة أو غابة كما هو مطلوب لأسماء النطاق، كما ان الشجرة هي عبارة عن مجموعة من النطاقات التي لها اسم مشترك، كما ان علاقات الثقة المتعدية هي العلاقات التي تمتد تلقائيا إلى النطاق الموافقة بطريقة غير مباشرة.
الغابة هي عبارة عن مجموعة من النطاقات (أو الأشجار)تشترك في مخطط مشترك.

### النشرة المصورة العمومية
تحتوي النشرة المصورة العمومية على الجزءالأكثر استخداما من قبل كائنات الدليل النشط، كما يحتوي على المعلومات اللازمة لتحديد موقع أي كائن في الدليل.
حيث ان النشرة المصورة العمومية تمكن المستخدمين من أداء مهمتين هامتين:
- البحث عن معلومات الدليل النشط في جميع الغابات، بغض النظر عن مكان وجود البيانات.
- استخدام المعلومات المنتمية إلى مجموعات عالمية لتسجيل الدخول إلى الشبكة.

ملقم النشرة المصورة العمومية هي وحدة تحكم النطاق الذي يحتفظ بالنشرة المصورة العمومية إلى قطع ويمكن التعامل مع الطلبات المرسلة إليه، كما ان وحدة تحكم النطاق الأول يكون تلقائيا على ملقم الفهرس العمومي، فمن الممكن تكوين وحدات تحكم النطاق مضافة إلى خادم الفهرس العمومي لتنظيم حركة المرور.

## الهيكل المادي للدليل النشط
ان الدليل النشط يحتوي على هيكل منطقي ومادي حيث انهما مختلفان ومتمايزان كما ان الهيكل المادي يحسن تبادل المعلومات بين مختلف الالات الموجودة في الشبكات التي تربط بينها.

### وحدات تحكم النطاق(متحكم الميدان)
هو عبارة عن جهاز يعمل على الويندوزالخادم يتم تثبيته على الدليل النشط كما انه المسؤول الرئيسي عن عمليات التحقق من المستخدمين والاجهزة بالإضافة إلى تسجيل الدخول والوصول إلى موارد المشاركة على الشبكة، كما يضمن نشر التغيرات التي ادخلت على الدليل .كما ان النطاق يمكن ان يكون له وحدة تحكم نطاق واحدة أو أكثر، اما في حالة وجود شركة تتكون من عدة افراد موزعة جغرافيا سوف تحتاج وحدة تحكم نطاق في كل الشركات التابعة لها.
اذن أي جهاز خادم يشغل الدليل النشط يسمى بمتحكم الميدان، كما ان وظيفة متحكم الميدان الرئيسية هي التحقق من صحة جميع المستخدمين بشكل مركزي في الشبكة، بحيث تكفي عملية تسجيل دخول واحدة للوصول لجميع الموارد إذا كانت لديه صلاحية الدخول بحيث يمكن اختيار المكان الذي تريد تسجيل الدخول اليه من القائمة التي تظهر في الأسفل بعنوان (تسجيل الدخول إلى).

### المواقع
الموقع هو عبارة عن جهاز أو عدة اجهزة داخل شبكة مرتبطة فيما بينها كما ان تحديد المواقع يسمح بتحسين مصادقة الدليل النشط لاستغلال أسرع للاتصالات.

## التكامل والدمج مع الDNS(نظام اسم النطاق)
تم دمج خدمة الدليل النشط بشكل وثيق مع نظام اسم النطاق(نظام أسماء النطاقات - نظام أسماء النطاقات),كما ان نظام اسم النطاق هو مساحة اسم الموزعة المستخدمة على الإنترنت لحل أسماء أجهزة الكمبيوتر وخدمات عناوين TCP / IP ,بحيث ان معظم الشركات العاملة تستخدم نظام اسم النطاق، كما ان الدليل النشط يستخدم نظام اسم النطاق كخدمة محدد الموقع بحيث يمكن للشركات ربط خوادم الدليل النشط مباشرة إلى شبكة الإنترنت لتسهيل تنفيذ الاتصالات وتطبيقات التجارة الإلكترونية الآمنة مع عملائها وشركائها.

## امن الدليل النشط

### حماية الكائنات
ان جميع الكائنات الموجودة في الدليل النشط تكون محمية بواسطة قوائم تحكم الوصول(ACL)كما ان قوائم تحكم الوصول تقوم بتحديد من يمكنه رؤية كائن وما هي الإجراءات المسموحة لكل مستخدم بتنفيذها على الكائن بحيث ان وجود الكائن لا يتم كشفه ابدا لمستخدم لايملك حق الاطلاع كما ان كل قوائم تحكم الوصول تحتوي على معرف أمان (SID), الذي يحدد مبدأ (مستخدم أو مجموعة) التي تنطبق عليهاقوائم تحكم الوصول وتتضمن معلومات عن نوع الوصول لقوائم تحكم الوصول(مسموح أو مرفوض).

### وفد الدليل النشط
ان الوفد هو واحد من ميزات أمان الدليل النشط الأكثر اهمية كما يسمح الوفد بمنح اعلى حقوق لإدارة معينة من الحاويات والأشجار الفرعية لأفراد أو جماعات السلطة الإدارية، هذاو يتجنب الحاجة إلى وجود «مسؤولي النطاق» الذين لديهم السيطرة الكاملة على أجزاء كبيرة من المستخدمين.

## نهج المجموعة
ان نهج و سياسات المجموعة هي عبارة عن اعدادات تطبيقية خاصة بالمستخدمين واجهزة الكمبيوتر على عكس ما قد يعني اسمهم، فإنها لا تطبق على مستوى المجموعة، ولكن في كائن الحاوية التي تحتوي على مجموعة من الكائنات مثل المستخدمين أو أجهزة الكمبيوتر التي تطبق الاستراتيجيات المشتركة, لذلك تم تعريفها على مستوى الموقع، النطاق، الوحدات التنظيمية, بحيث تطبق على جميع المستخدمين وأجهزة الكمبيوتر في الحاوية التي تم ربط سياسة الكائنات.
نهج المجموعة توفر ميزات أساسية:
- تقييد سطح مكتب المستخدم
- تنفيذ استراتيجيات الحسابات وكلمات المرور
- تطبيقات النشر
- النشر والاسناد
- تحديثات وتصحيحات
- تعيين الأمان
- تشغيل البرامج النصية
- تنفيذ عمليات التدقيق
- تغيير حقوق المستخدم

حيث تعتبر سياسات المجموعة ككائنات موجودة في الدليل النشط ما يطلق عليه أكثر شيوعا GPO (كائن نهج المجموعة).
كائن نهج المجموعة يتكون من جزأين مخزنين في مواقع مختلفة:
- (حاوية نهج المجموعة) هو كائن موجود في الدليل النشط الذي يمثل سمات كائن نهج المجموعة .
- GPT (قالب نهج المجموعة) هو ملف مخزن في الدليل الذي يخدم كنموذج للاعدادات التطبيقية ذات الصلة في كائن نهج المجموعة.

### إستراتيجية كلمة السر
للتحكم والتغيير في خصائص كلمة السر الخاصة بالمستخدمين نقوم باتباع الخطوات التالية:
- نقوم بالنقر على واجهة بدء التشغيل,ادوات الإدارة,تسيير نهج المجموعة.
- ننقر بالزر الأيمن على نهج النطاق الافتراضي,تغيير.
- ننقر على استراتجيات,معلمات الويندوز,معلمات الأمن.
- ننقر على استراتجية الحساب,استراتجية كلمة السر.
- ننقر على الحفاظ على سجل كلمة السر,ثم ننقر على تحقيق تعريف معلمات الاستراتيجية,24ساعة,تطبيق,موافق.
- ننقر على الحد الاقصى لبقاء كلمة السر، ثم ننقر على تحقيق تعريف معلمات الاستراتجية,40يوما,تطبيق,موافق.
- ننقر على الحد الادنى لبقاء كلمة السر، ثم ننقر على تحديد تعريف معلمات الاستراتيجية,يوم واحد,تطبيق,موافق.

### سياسة تامين الحساب
- ننقر على استراتجية الحساب,استراتجية تامين الحساب.
- ننقر على مدة تامين الحساب، ثم ننقر على تحقيق تعريف معلمات الاستراتيجية,20دقيقة,تطبيق,موافق.
- ننقر على إعادة تامين الحساب، ثم ننقر على تحقيق تعريف معلمات الاستراتيجية,20دقيقة,تطبيق,موافق.

## كيفية إنشاء وحدات تنظيمية
لانشاء وحدات تنظيمية نقوم بتنفيذ الخطوات التالية:
- نبدء بتشغيل واجهة إدارة خدمة الدليل النشط ثم نقوم بالنقر على ادوات ادارية,دليل المستخدمين واجهزة الكمبيوتر.
- نقوم بالنقر على اسم النظام(النطاق).
- في القائمة إجراء، أشر إلى جديد، ثم انقر فوق الوحدة التنظيمية.
- في المربع الخاص بالاسم، اكتب اسما وصفيا لكائن جديد، ثم انقر فوق موافق حيث يتم إنشاء الرمز مع الاسم المناسب وإدراجه في القائمة.
- انقر بزر الفارة الأيمن على الكائن الخاص بالنطاق أو وحدة تنظيمية أخرى التي ترغب في إنشاء الوحدات التنظيمية بداخلها، وأشر إلى جديد من القائمة المختصرة، ثم انقر فوق الوحدة التنظيمية.
- يمكننا أيضا إضافة كائنات أخرى إلى الوحدة التنظيمية مثل المستخدمين وأجهزة الكمبيوتر أو المجموعات أو الوحدات التنظيمية الأخرى:

انقر على الوحدة التنظيمية، جديد وحدة تنظيمية أو جديد مستخدم.

## كيفية حذف وحدات تنظيمية
لحذف وحدات تنظيمية نقوم بتنفيذ الخطوات التالية:
- اذهب إلى عرض ثم انقر على ميزات متقدمة.
- انقر بالزر الأيمن على الوحدة التنظيمية لحذفها ومن ثم على خصائص.
- انقر فوق كائن علامة التبويب وإلغاء حماية الكائن من الحذف العرضي ثم اضغط على موافق.
- الآن يمكنك حذف الوحدة التنظيمية.

## كيفية إنشاء المستخدمين
لانشاء المستخدمين نقوم باتباع الخطوات التالية:
- نبدا بتشغيل واجهة إدارة الدليل النشط ثم نقوم بالنقر على ادوات ادارية,دليل المستخدمين واجهزة الكمبيوتر.
- نقوم باختيار الوحدة التنظيمية التي نرغب باضافة مستخدمين بداخلها فنقوم بالنقر عليها ,جديد,مستخدم.
- إدخال المعلومات الشخصية الخاصة بالمستخدم الذي قمنا بانشائه، اسم المستخدم، انقر فوق التالي.
- نقوم بادخال كلمة السر ثم ننقر على انهاء.
- المستخدم الآن تم انشاءه وهو جاهز للاستخدام.

## كيفية إنشاء المجموعات
لانشاء مجموعات نقوم بتنفيذ الخطوات التالية:
- نقوم بالنقر على مستخدم,جديد,مجموعة.
- نقوم بادخال اسم المجموعة ثم النقر على موافق.

## كيفية إضافة مستخدمين إلى المجموعة
لاضافة مستخدمين إلى المجموعة نقوم بتنفيذ الخطوات التالية:
- نقوم بالضغط بالزر الأيمن على المستخدم ,خصائص.
- نقوم بالضغط على عضو في.
- نقوم بالنقر على تاكد من الأسماء,ثم موافق.
- نقوم بالنقر على تقدم,ابحث,اختار اسم المستخدم,موافق,اطبق,موافق.

## كيفية ادخال اجهزة الكمبيوتر إلى النظام(النطاق)
لادخال اجهزة الكمبيوتر إلى النطاق نقوم باتباع الخطوات التالية:
- على جهاز الكمبيوتر ويندوز 7,نقوم بالنقر على أيقونة الشبكة, وبعد ذلك فتح مركز الشبكة (يمكنك أيضا الوصول إليه مباشرة من لوحة التحكم).
- نقوم بالنقر فوق تغيير إعدادات الشبكة على بطاقة الشبكة.
- نقوم بالضغط بالزر الأيمن على بطاقة الشبكة ثم ننقر على خصائص.
- نحدد بروتوكول إنترنت الإصدار 4 وننقر على خصائص.
- نقوم بادخال عنوانIPالخاص بخادم الويندوز 2012 وتثبيته على نظام اسم النطاق الخاص بالجهاز الذي نريد ادخاله إلى النطاق وننقر على موافق.
- نقوم بفتح وحدة التحكم للتحقق من أن التعديل تم أخذه في الاعتبار.
- نقوم بفتح القائمة ابدأ ثم الذهاب إلى لوحة التحكم.
- نقوم بالضغط على النطاق,في القائمة اليسرى، نقوم بالنقر على إعدادات النطاق المتقدمة.
- نقوم بالضغط بالزر الأيمن على كمبيوتر,خصائص,في علامة التبويب اسم الكمبيوتر نضغط على تعديل لإعادة تسميته.
- نقوم باعطاء اسم لجهاز الكمبيوتر وفي الإطار السفلي نتحقق باننا عضوافي النطاق، في المكان المخصص أدناه نبين اسم مساحة نظام الدليل النشط.
- ادخال اسم المستخدم وكلمة السر، بعد التحقق من الاعدادات الخاصة انها صحيحة في نطاق الدليل النشط تظهر لنا نافذة مرحبا بكم في النطاق.
- نقوم باعادة تشغيل جهاز الكمبيوتر لتطبيق التغييرات عليه، فبعد إعادة تشغيل جهاز الكمبيوتر نحصل على تعريف الطلب، يمكننا فتح وحدة التحكم بتطبيق الطلب IPconfig/all للتحقق من اعدادات الشبكة، فبعد انهاء هذه الخطوات يتم إدخال جهاز كمبيوتر ويندوز 7 في مجال الدليل النشط المثبت على ويندوز سيرفر 2012.

## نقل جهاز الكمبيوتر الذي تم ادخاله إلى النطاق
عندما نقوم بادخال جهاز كمبيوتر ما إلى النطاق نجده مباشرة موجود في الكمبيوتر فعلينا نقله إلى الوحدة التنظيمية التي نرغب في ان يكون الجهاز موجودا بداخلها للقيام بهذه العملية يجب اتباع الخطوات التالية:
- نقوم بالنقر بالزر الأيمن للفارة على اسم الكمبيوتر,نقل، ثم نقوم باختيار اسم الوحدة التنظيمية التي نريدها، نضغط على موافق.

## التحقق من هوية المستخدم
هي عملية التحقق من هوية المستخدم أو جهاز ما قبل منحه صلاحية فعل أي شيء مثل تسجيل الدخول للشبكة أو الوصول لمورد الشبكة أو التعديل في أي شيء فعندما تريد الدخول إلى النطاق تظهر لك نافذة تسجيل الدخول فتقوم بادخال اسم المستخدم وكلمة السر حيث يتم إرسال هذه المعطيات لملف كلمات السر الموجودة في الويندوز لمطابقتها فلو كانت صحيحة تمر للمرحلة الثانية في عملية تسجيل الدخول اما إذا كانت خاطئة فستظهر لك رسالة خطا تبين ان هناك خطا في اسم المستخدم أو كلمة السر فبعد التاكد من صحة اسم المستخدم وكلمة المرور يتم السماح بالدخول لهذا المستخدم فاذا أردنا تعطيل حساب المستخدم لن يتمكن من الدخول حتى إذا قام بادخال اسم المستخدم وكلمة سر صحيحين فلا يستطيع الدخول للنطاق لان حسابه معطل (ممنوع من الدخول)كما توجد موانع أخرى وهي ان يقوم المستخدم بتسجيل الدخول للنطاق في وقت ممنوع أو يكون حسابه منتهي الصلاحية فاذا نجح المستخدم في الدخول إلى النطاق بشكل صحيح يتم اعطاءه رقم خاص به وجميع الصلاحيات التي يملكها